# HD12468
HD12468 — хімічно пекулярна зоря спектрального класу B9, що має видиму зоряну величину в смузі V приблизно  6,5.
Вона  розташована на відстані близько 333,5 світлових років від Сонця.

## Фізичні характеристики
Зоря HD12468 обертається 
дуже швидко 
навколо своєї осі. Проєкція її екваторіальної швидкості на промінь зору становить  Vsin(i)=186км/сек.